# Tour of Oman 2015
Il Tour of Oman 2015, sesta edizione della corsa, valevole come evento dell'UCI Asia Tour 2015 categoria 2.HC, si svolse in cinque tappe dal 17 al 22 febbraio 2015 su un percorso di 837,5 km, con partenza da Bayt Al Naman Castle e arrivo a Matrah Corniche, in Oman. La vittoria fu appannaggio dello spagnolo Rafael Valls, che completò il percorso in 21h09'31" precedendo lo statunitense Tejay van Garderen e il connazionale Alejandro Valverde.
Al traguardo di Matrah Corniche 134 ciclisti, su 143 partiti da Bayt Al Naman Castle, portarono a termine la competizione.

## Tappe
| Tappa  | Data        | Percorso                                          | km    | Vincitore di tappa | Leader cl. generale |
| ------ | ----------- | ------------------------------------------------- | ----- | ------------------ | ------------------- |
| 1ª     | 17 febbraio | Bayt Al Naman Castle > Al Wutayyah                | 161   | Andrea Guardini    | Andrea Guardini     |
| 2ª     | 18 febbraio | Al Hazm Castle > Al Bustan                        | 195,5 | Fabian Cancellara  | Fabian Cancellara   |
| 3ª     | 19 febbraio | Al Mussanah Sports City > Al Mussanah Sports City | 158,5 | Alexander Kristoff | Fabian Cancellara   |
| 4ª     | 20 febbraio | Sultan Qaboos Grande Mosque > Jabal Al Akhdhar    | 189   | Rafael Valls       | Rafael Valls        |
| 5ª     | 21 febbraio | Al Sawadi Beach > Ministry of Housing             | 151,5 | annullata          | annullata           |
| 6ª     | 22 febbraio | Oman Air > Matrah Corniche                        | 133,5 | Matthias Brändle   | Rafael Valls        |
| Totale | Totale      | Totale                                            | 837,5 |                    |                     |

## Squadre e corridori partecipanti
| N.    | Cod. | Squadra             |
| ----- | ---- | ------------------- |
| 1-8   | AST  | Astana Pro Team     |
| 11-18 | BMC  | BMC Racing Team     |
| 21-28 | TCS  | Tinkoff-Saxo        |
| 31-38 | KAT  | Team Katusha        |
| 41-48 | MOV  | Movistar Team       |
| 51-58 | FDJ  | FDJ                 |
| 61-68 | TFR  | Trek Factory Racing |
| 71-78 | SKY  | Team Sky            |
| 81-88 | TGA  | Team Giant-Alpecin  |

| N.      | Cod. | Squadra                     |
| ------- | ---- | --------------------------- |
| 91-98   | EQS  | Etixx-Quick Step            |
| 101-108 | COF  | Cofidis, Solutions Crédits  |
| 111-118 | LAM  | Lampre-Merida               |
| 121-128 | MTN  | MTN-Qhubeka                 |
| 131-138 | OGE  | Orica GreenEDGE             |
| 141-148 | IAM  | IAM Cycling                 |
| 151-158 | TSV  | Topsport Vlaanderen-Baloise |
| 161-168 | BOA  | Bora-Argon 18               |
| 171-178 | BAR  | Bardiani CSF                |

## Dettagli delle tappe

### 1ª tappa
- 17 febbraio: Bayt Al Naman Castle > Al Wutayyah – 161 km

Risultati
| Pos. | Corridore       | Squadra | Tempo    |
| ---- | --------------- | ------- | -------- |
| 1    | Andrea Guardini | Astana  | 3h45'38" |
| 2    | Tom Boonen      | Etixx   | s.t.     |
| 3    | Matteo Pelucchi | IAM     | s.t.     |

| Pos. | Corridore       | Squadra | Tempo    |
| ---- | --------------- | ------- | -------- |
| 1    | Andrea Guardini | Astana  | 3h45'28" |
| 2    | Tom Boonen      | Etixx   | a 4"     |
| 3    | Patrick Konrad  | Bora    | a 5"     |

### 2ª tappa
- 18 febbraio: Al Hazm Castle > Al Bustan – 195,5 km

Risultati
| Pos. | Corridore          | Squadra  | Tempo    |
| ---- | ------------------ | -------- | -------- |
| 1    | Fabian Cancellara  | Trek     | 4h36'46" |
| 2    | Alejandro Valverde | Movistar | s.t.     |
| 3    | Greg Van Avermaet  | BMC      | s.t.     |

| Pos. | Corridore          | Squadra  | Tempo    |
| ---- | ------------------ | -------- | -------- |
| 1    | Fabian Cancellara  | Trek     | 8h22'14" |
| 2    | Alejandro Valverde | Movistar | a 4"     |
| 3    | Patrick Konrad     | Bora     | a 5"     |

### 3ª tappa
- 19 febbraio: Al Mussanah Sports City > Al Mussanah Sports City – 158,5 km

Risultati
| Pos. | Corridore          | Squadra | Tempo    |
| ---- | ------------------ | ------- | -------- |
| 1    | Alexander Kristoff | Katusha | 3h56'42" |
| 2    | Andrea Guardini    | Astana  | s.t.     |
| 3    | Matteo Pelucchi    | IAM     | s.t.     |

| Pos. | Corridore          | Squadra  | Tempo     |
| ---- | ------------------ | -------- | --------- |
| 1    | Fabian Cancellara  | Trek     | 12h18'56" |
| 2    | Alejandro Valverde | Movistar | a 4"      |
| 3    | Patrick Konrad     | Bora     | a 5"      |

### 4ª tappa
- 20 febbraio: Sultan Qaboos Grande Mosque > Jabal Al Akhdhar – 189 km

Risultati
| Pos. | Corridore          | Squadra  | Tempo    |
| ---- | ------------------ | -------- | -------- |
| 1    | Rafael Valls       | Lampre   | 5h46'48" |
| 2    | Tejay van Garderen | BMC      | a 5"     |
| 3    | Alejandro Valverde | Movistar | a 19"    |

| Pos. | Corridore          | Squadra  | Tempo     |
| ---- | ------------------ | -------- | --------- |
| 1    | Rafael Valls       | Lampre   | 18h05'44" |
| 2    | Tejay van Garderen | BMC      | a 9"      |
| 3    | Alejandro Valverde | Movistar | a 19"     |

### 5ª tappa
- 21 febbraio: Al Sawadi Beach > Ministry of Housing – 151,5 km

Annullata a causa delle alte temperature

### 6ª tappa
- 22 febbraio: Oman Air > Matrah Corniche – 133,5 km

Risultati
| Pos. | Corridore          | Squadra      | Tempo    |
| ---- | ------------------ | ------------ | -------- |
| 1    | Matthias Brändle   | IAM          | 3h02'31" |
| 2    | Iljo Keisse        | Etixx        | a 4"     |
| 3    | Jef Van Meirhaeghe | Topsport Vl. | a 13"    |

| Pos. | Corridore          | Squadra  | Tempo     |
| ---- | ------------------ | -------- | --------- |
| 1    | Rafael Valls       | Lampre   | 21h09'31" |
| 2    | Tejay van Garderen | BMC      | a 9"      |
| 3    | Alejandro Valverde | Movistar | a 19"     |

## Evoluzione delle classifiche
| Tappa              | Vincitore          | Classifica generale Maglia rossa | Classifica a punti Maglia verde | Classifica giovani Maglia bianca | Classifica combattività Maglia rosso-verde | Classifica a squadre Numero giallo |
| ------------------ | ------------------ | -------------------------------- | ------------------------------- | -------------------------------- | ------------------------------------------ | ---------------------------------- |
| 1ª                 | Andrea Guardini    | Andrea Guardini                  | Andrea Guardini                 | Patrick Konrad                   | Patrick Konrad                             | Team Giant-Alpecin                 |
| 2ª                 | Fabian Cancellara  | Fabian Cancellara                | Fabian Cancellara               | Patrick Konrad                   | Jef Van Meirhaeghe                         | BMC Racing Team                    |
| 3ª                 | Alexander Kristoff | Fabian Cancellara                | Andrea Guardini                 | Patrick Konrad                   | Jef Van Meirhaeghe                         | BMC Racing Team                    |
| 4ª                 | Rafael Valls       | Rafael Valls                     | Andrea Guardini                 | Louis Meintjes                   | Jef Van Meirhaeghe                         | BMC Racing Team                    |
| 5ª                 | annullata          | Rafael Valls                     | Andrea Guardini                 | Louis Meintjes                   | Jef Van Meirhaeghe                         | BMC Racing Team                    |
| 6ª                 | Matthias Brändle   | Rafael Valls                     | Andrea Guardini                 | Louis Meintjes                   | Jef Van Meirhaeghe                         | BMC Racing Team                    |
| Classifiche finali | Classifiche finali | Rafael Valls                     | Andrea Guardini                 | Louis Meintjes                   | Jef Van Meirhaeghe                         | BMC Racing Team                    |

## Classifiche finali

### Classifica generale - Maglia rossa
| Pos. | Corridore          | Squadra  | Tempo     |
| ---- | ------------------ | -------- | --------- |
| 1    | Rafael Valls       | Lampre   | 21h09'31" |
| 2    | Tejay van Garderen | BMC      | a 9"      |
| 3    | Alejandro Valverde | Movistar | a 19"     |
| 4    | Rafał Majka        | Tinkoff  | a 32"     |
| 5    | J. J. van Rensburg | MTN      | a 1'04"   |
| 6    | Louis Meintjes     | MTN      | a 1'08"   |
| 7    | Jakob Fuglsang     | Astana   | a 1'10"   |
| 8    | Ben Hermans        | BMC      | a 1'15"   |
| 9    | Julián Arredondo   | Trek     | a 1'25"   |
| 10   | Patrick Konrad     | Bora     | a 1'36"   |

### Classifica a punti - Maglia verde
| Pos. | Corridore          | Squadra      | Punti |
| ---- | ------------------ | ------------ | ----- |
| 1    | Andrea Guardini    | Astana       | 31    |
| 2    | Jef Van Meirhaeghe | Topsport Vl. | 31    |
| 3    | Alexander Kristoff | Katusha      | 24    |
| 4    | Alejandro Valverde | Movistar     | 21    |
| 5    | Matteo Pelucchi    | IAM          | 18    |

### Classifica giovani - Maglia bianca
| Pos. | Corridore      | Squadra | Tempo     |
| ---- | -------------- | ------- | --------- |
| 1    | Louis Meintjes | MTN     | 21h10'39" |
| 2    | Patrick Konrad | Bora    | a 28"     |
| 3    | Georg Preidler | Giant   | a 2'45"   |
| 4    | Warren Barguil | Giant   | a 3'02"   |
| 5    | Damien Howson  | Orica   | a 3'55"   |

### Classifica a squadre
| Pos. | Squadra         | Tempo     |
| ---- | --------------- | --------- |
| 1    | BMC Racing Team | 63h33'29" |
| 2    | Tinkoff-Saxo    | a 9"      |
| 3    | MTN-Qhubeka     | a 54"     |
| 4    | Astana Pro Team | a 1'26"   |
| 5    | Lampre-Merida   | a 2'30"   |